# Тьєулаутхі
Тьєулаутхі (в'єт. núi Chiêu Lầu Thi, досл. «скеля дев'яти сходів»), також відома як К'єульєуті (в'єт. Kiêu Liều Ti) — гірська вершина масиву Тайконлінь у повіті Хоангшуфі на заході провінції Хазянг, Північний Схід В'єтнаму.
Тьєулаутхі лежить за 42 км від міста Вінькуанг в'єт. Vinh Quang. Як друга за висотою гірська вершина в провінції Хазянг, Тьєулаутхі має досить круті схили, пересічені струмками верхів'їв річки Тяй.
З китайської, Тьєулау означає «дев'ять сходів», Тхі — «скеля». Назва «Дев'ять сходів» стосується до маршруту сходження на вершину. Наприкінці 19 століття французи обстежили і нанесли на карту ці території. На вершині гори виявили відносно рівний простір, дуже зручний для побудови пункту спостереження, оскільки в ясні дні видимість може досягати десятків кілометрів. Найняли китайських робітників, щоб вирізати у скелі дорогу від підніжжя до вершини гори в дев'ять кам'яних прогонів з висоти 2300 м до вершини 2400 м, — звідси і назва.
У 2016 році на вершині була встановлена трикутна геодезична піраміда з нержавіючої сталі висотою 108 см і вагою 82 кг, яку робітники винесли самотужки на руках.
Регіон вважається колискою традиції вирощування чаю сорту Шантуєт (в'єт. chè Shan tuyết)

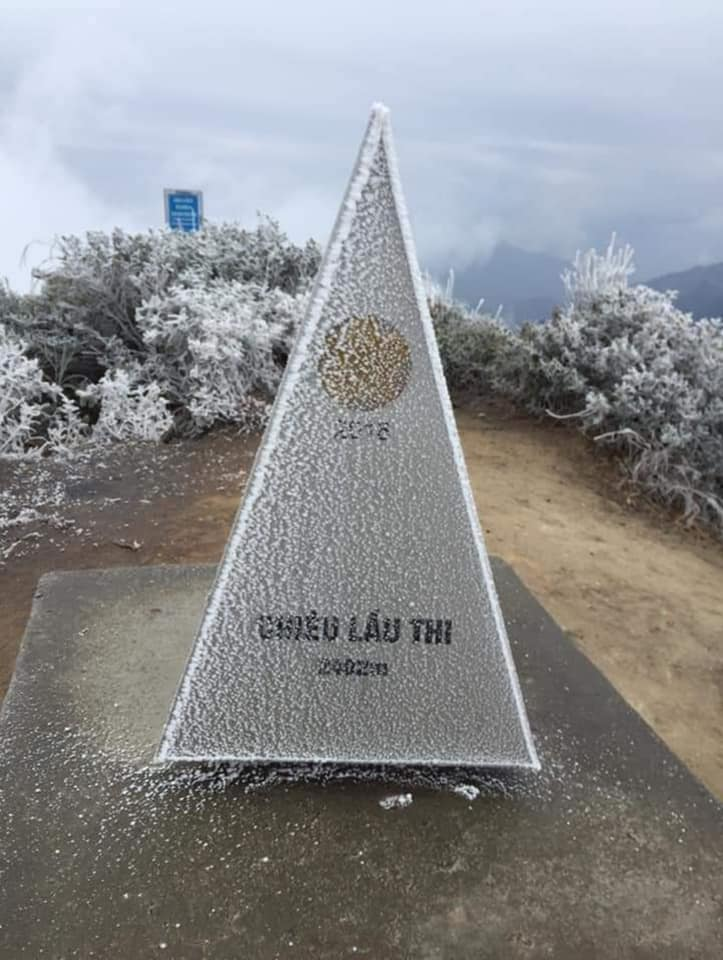
Тьєулаутхі у зернистій паморозі, досить рідке природне явище

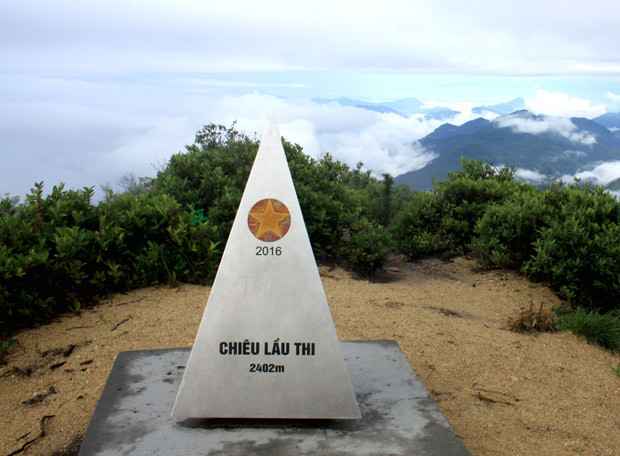

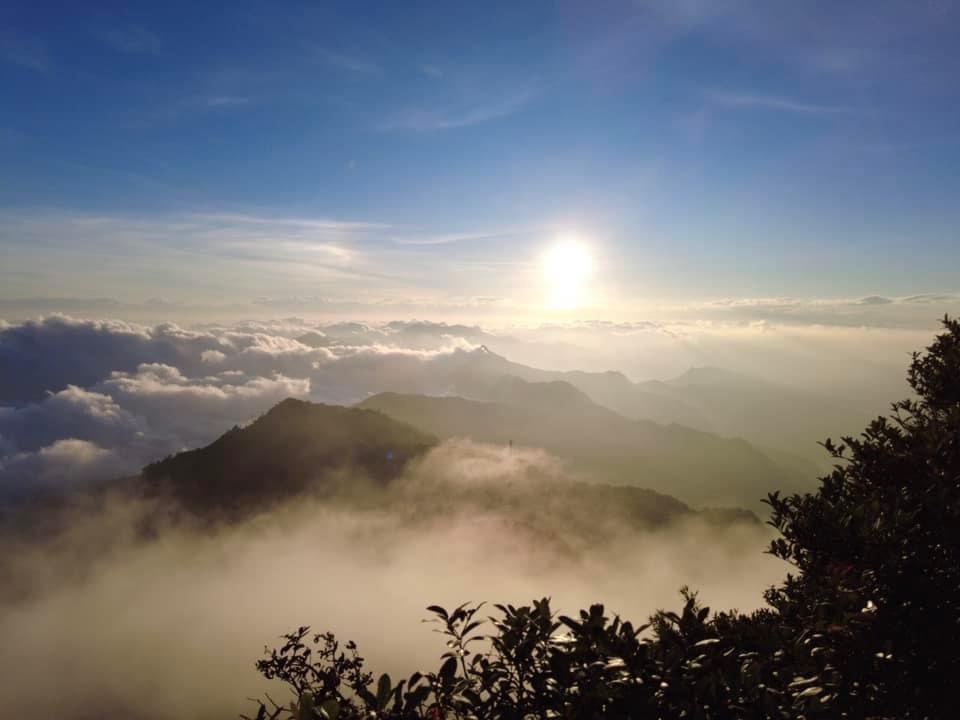